# Інго Шульце
І́нго Шу́льце (нім. Ingo Schulze; 15 грудня 1962, Дрезден) — німецький письменник.

## Біографія
Народився 15 грудня 1962 року в Дрездені, що належав тоді до НДР. Батько був фізиком, мати — лікаркою. Після розлучення батьків Інго жив з матір'ю. Після гімназії та служби в армії поступив до Єнського університету, де вивчав класичну філологію. По закінченні університету два роки працював драматургом Альтенбурзького театру. Згодом перейшов на журналістську роботу. 1990 року був співзасновником незалежної газети Altenburger Wochenblatt, яка виходила до осені 1991 року. Також заснував газету оголошень Anzeiger. Ці обидва видання публікувалися видавництвом Altenburger Verlag, яким Шульце фактично керував до кінця 1992 року. На початку 1993 року Шульце прийняв пропозицію одного російського бізнесмена і переїхав до Санкт-Петербурга, де заснував газету оголошень «Привет Петербург». З середини 1990-х років Шульце проживає в Берліні й займається письменницькою працею.
З 2006 року Шульце — член Берлінської академії мистецтв. А з 2007 року — член Німецької академії мови і поезії в Дармштадті. Шульце також є членом Саксонської академії мистецтв (Дрезден).

## Вибрані твори
- 33 Augenblicke des Glücks, Berlin 1995
- Simple Storys, Berlin 1998
- Der Brief meiner Wirtin, Ludwigsburg 2000
- Von Nasen, Faxen und Ariadnefäden, Berlin 2000
- Mr. Neitherkorn und das Schicksal, Berlin 2001
- Würde ich nicht lesen, würde ich auch nicht schreiben, Lichtenfels 2002
- Neue Leben, Berlin 2005
- Handy. Dreizehn Storys in alter Manier, Berlin 2007
- Adam und Evelyn, Berlin 2008.
- Der Herr Augustin., Bloomsbury-Kinderbuch. Berlin, Berlin Verlag 2008, ISBN 978-3-8270-5329-9.
- Was wollen wir? Essays, Reden, Skizzen Berlin, Berlin Verlag 2009, ISBN 978-3-8270-0054-5.
- Eine Nacht bei Boris, Deutscher Taschenbuch Verlag, 2009, ISBN 978-3-423-08222-8.
- Unsere schönen neuen Kleider. Gegen eine marktkonforme Demokratie — für demokratiekonforme Märkte, Hanser Verlag, 2012, ISBN 978-3-446-24091-9.
- Henkerslos. Ein Märchenbrevier. Hanser Verlag, 2013, ISBN 978-3-446-24405-4.
- Peter Holtz. Sein glückliches Leben erzählt von ihm selbst. Fischer, Frankfurt am Main 2017, ISBN 978-3-10-397204-7.

## Українські переклади
- Інґо Шульце. Симпл сторіз. — Львів: ВНТЛ-Класика, 2005.